# Hockeria octodentata
Hockeria octodentata är en stekelart som först beskrevs av Cameron 1905.  Hockeria octodentata ingår i släktet Hockeria och familjen bredlårsteklar. Inga underarter finns listade i Catalogue of Life.